# Tambulig
Tambulig (Bayan ng Tambulig) är en kommun i Filippinerna. Kommunen ligger på ön Mindanao, och tillhör provinsen Zamboanga del Sur. Folkmängden uppgår till 31 399 invånare.

## Barangayer
Tambulig är indelat i 31 barangayer.
| - Alang-alang - Angeles - Bag-ong Kauswagan - Bag-ong Tabogon - Balugo - Cabgan - Calolot - Dimalinao - Fabian (Balucot) - Gabunon - Happy Valley (Pob.) | - Kapalaran - Libato - Limamawan - Lower Liasan - Lower Lodiong (Pob.) - Lower Tiparak - Lower Usogan - Maya-maya - New Village (Pob.) - Pelocoban | - Riverside (Pob.) - Sagrada Familia - San Jose - San Vicente - Sumalig - Tuluan - Tungawan - Upper Liaison - Upper Lodiong - Upper Tiparak |